# TT Hellenic Postbank
TT Hellenic Postbank (grekiska: Ταχυδρομικό Ταμιευτήριο) är en kommersiell grekisk bank med huvudkontor i Aten. Banken är registrerad på Atens aktiebörs och dess största aktieägare är den grekiska staten. I en artikel i Dagens Industri den 28 september 2010 beskrivs bankens läge som oerhört kritiskt.
Banken genomgick en likvidation 2013.